# Comuna Kozacikî, Letîciv
Kozacikî (în ucraineană Козачки) este o comună în raionul Letîciv, regiunea Hmelnîțkîi, Ucraina, formată din satele Aniutîne, Kozacikî (reședința) și Varenka.

## Demografie
Componența lingvistică a comunei Kozacikî
     Ucraineană (98,96%)
     Rusă (1,04%)
Conform recensământului din 2001, majoritatea populației comunei Kozacikî era vorbitoare de ucraineană (98,96%), existând în minoritate și vorbitori de rusă (1,04%).